# Fiul norocos (Star Trek: Enterprise)
„Fiul norocos” (titlu original: „Fortunate Son”) este al zecelea  episod din primul sezon al serialului TV american științifico-fantastic Star Trek: Enterprise. A avut premiera la 21 noiembrie 2001.
Episodul a fost regizat de LeVar Burton după un scenariu de James Duff.

## Prezentare
Nava cargo Fortunate a fost atacată de Nausicaani, iar Enterprise dă echipajului acesteia o mână de ajutor. Însă, echipajul navei Fortunate are planuri secrete.

## Actori ocazionali
- Lawrence Monoson - Commander Matthew Ryan[3]
- Kieran Mulroney - Shaw
- Vaughn Armstrong - Admiral Forrest
- Danny Goldring - Nausican Captain
- Charles Lucia - Captain Keene
- D. Elliot Woods - Nausican Prisoner
- Daniel Asa Henson - Boy
- Elyssa D. Vito - Girl